# Dzwonkówka czekoladowoblaszkowa

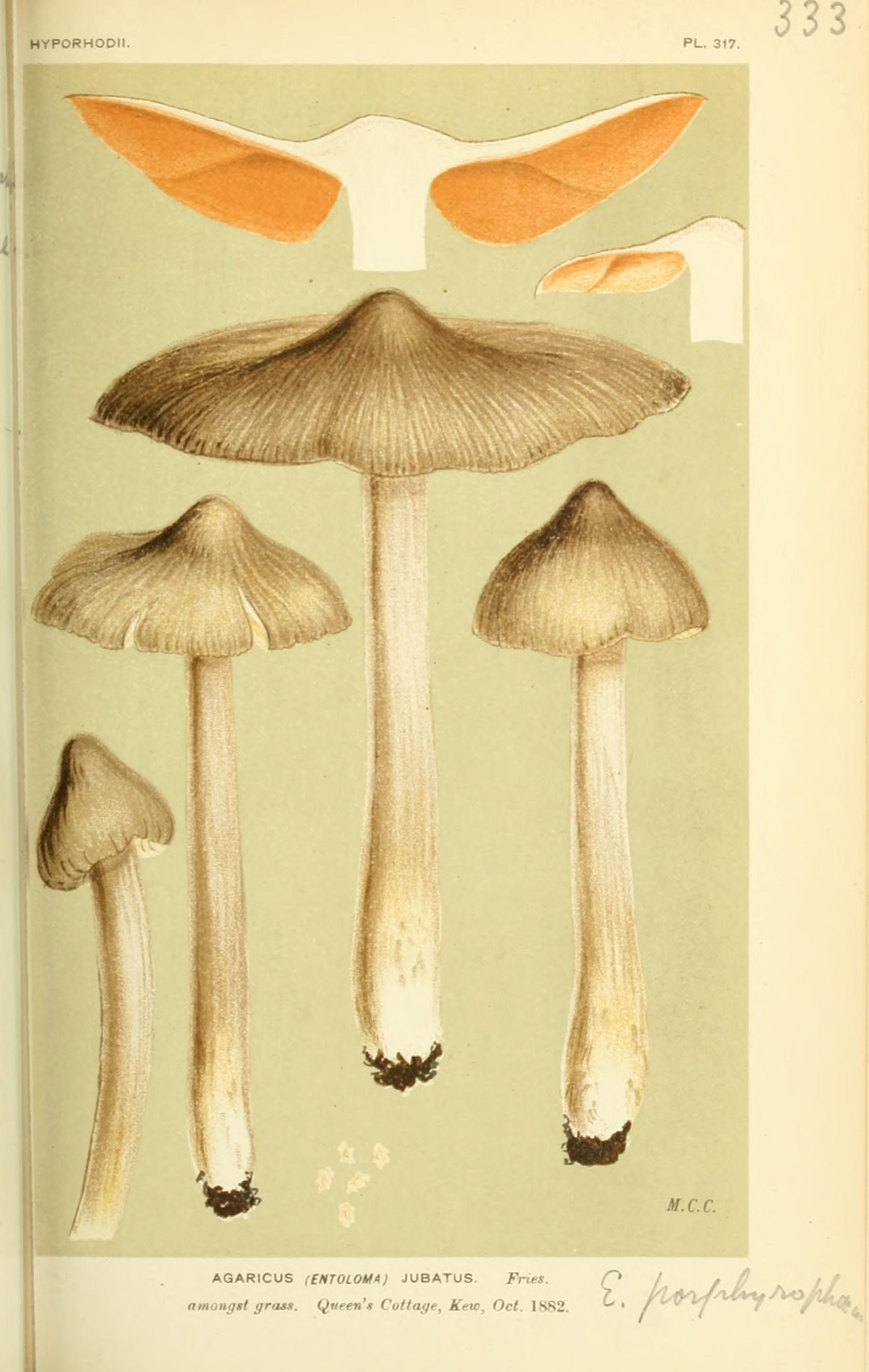
Morfologia

Dzwonkówka czekoladowoblaszkowa (Entoloma jubatum (Fr.) P. Karst.) – gatunek grzybów z rodziny dzwonkówkowatych (Entolomataceae).

## Systematyka i nazewnictwo
Pozycja w klasyfikacji według Index Fungorum: Entoloma, Entolomataceae, Agaricales, Agaricomycetidae, Agaricomycetes, Agaricomycotina, Basidiomycota, Fungi.
Po raz pierwszy zdiagnozował go w 1821 r. Elias Fries nadając mu nazwę Agaricus jubatus. Obecną, uznaną przez Index Fungorum nazwę nadał mu Petter Adolf Karsten w 1879 r. Synonimy:

- Agaricus jubatus Fr. 1821
- Agaricus resutus Fr. 1838
- Entoloma jubatum (Fr.) P. Karst. 1879 var. jubatum
- Entoloma resutum (Fr.) Quél. 1877
- Leptonia jubata (Fr.) Largent 1974
- Rhodophyllus jubatus (Fr.) Quél. 1886
- Rhodophyllus jubatus (Fr.) Quél. 1886 var. jubatus
- Rhodophyllus jubatus var. resutus (Fr.) Quél. 1886
- Trichopilus jubatus (Fr.) P.D. Orton 1991

Nazwę zwyczajową zaproponował Władysław Wojewoda w 2003 r.

## Morfologia
Kapelusz
Średnica 2–5 cm, początkowo stożkowaty, potem wypukły, rzadko spłaszczony, zazwyczaj z wyraźnym garbem. Brzeg młodych owocników lekko podwinięty, potem prosty, pofałdowany. Jest niehigrofaniczny, w stanie wilgotnym nieprzeźroczysty i nieprążkowany. Powierzchnia silnie promieniście włóknista z przylegającymi lub luźnymi włókienkami, w środkowej części owłosiona lub łuseczkowata, Barwa od ciemnoszaro-brązowej do brązowej.
Blaszki
W liczbie 25–30, z międzyblaszkami (l = 1-5), średnio gęste, wąsko przyrośnięte do głęboko wyciętych, poszarpane. Ich cechą charakterystyczną jest ciemnobrązowa lub czekoladowa barwa już od samego początku. Później, gdy dojrzewają zarodniki, blaszki nabierają różowego odcienia. Ostrza nierówne, tej samej barwy.
Trzon
Wysokość 4,5–8 cm, grubość 3–6 mm, cylindryczny, czasami nieco rozszerzający się w kierunku podstawy (do 8 mm), początkowo pełny, potem pusty. Powierzchnia o barwie żółtobrązowej, pokryta ciemniejszymi, ciemnobrązowymi włókienkami. Włókienka te często zlepiają się, szczególnie w górnej części. Podstawa biało filcowata.
Miąższ
Kruchy, włókienkowaty, o barwie od jasnoszarej do białej. Bez zapachu, o smaku niewyraźny, lekko cierpkim lub nieco zjełczałym.
Cechy mikroskopowe
Bazydiospory w widoku z boku kanciaste, 6–7-kątne, o wymiarach 8–11 × 6–8 μm. Podstawki 25-45 × 10–14 μm, 4–zarodnikowe, ze sprzążkami. Cheilocystydy 25–60 × 6–15 μm, zazwyczaj butelkowate z wyraźną główką o wymiarach 6–14 μm i wąską szyjką 2,5–6 μm, rzadziej baryłkowate. Zwykle są bardzo liczne i zmieszane z podstawkami. Komórki skórki o cylindrycznych lub napęczniałych strzępkach z końcowymi maczugowato-cylindrycznymi elementami. W strzępkach hymenium liczne sprzążki, poza tym rzadkie, lub nie występują.

## Występowanie i siedlisko
Dzwonkówka czekoladowoblaszkowa występuje głównie w Europie, zwłaszcza w Europie Zachodniej i Północnej (m.in. na Islandii). Poza Europą znane jest jej występowanie w dwóch stanach USA (Waszyngton i Wirginia Zachodnia). Jest rzadka. W Polsce do 2003 r. podano tylko jedno stanowisko w Tatrach.
Występuje na suchych i kwaśnych glebach we wrzosowiskach z wrzosem zwyczajnym i bażyną czarną, także wśród mchów na wydmach, pod brzozami na wydmach. Owocniki wyrastają od lipca do listopada, zazwyczaj w małych grupach. W Polsce jej stanowisko znajdowało się w lesie.